# Categoria (matemàtiques)

Aquesta és una categoria amb una col·lecció d'objectes A, B, C; una col·lecció de morfismes denotada per f, g, g ∘ f, i els bucles són les fletxes de les respectives aplicacions identitat. Aquesta categoria s'acostuma a denotar per un 3 en negreta.

En matemàtiques, una categoria (de vegades anomenada categoria abstracta per distingir-la d'una categoria concreta) és una col·lecció d'"objectes" que s'enllacen mitjançant "fletxes". Una categoria té dues propietats bàsiques: la possibilitat de compondre les fletxes de manera associativa, i l'existència d'una fletxa identitat per a cada objecte. Un exemple senzill és la categoria de conjunts, els objectes de la qual són conjunts i les fletxes de la qual són funcions.
La teoria de categories és una branca de les matemàtiques que persegueix generalitzar totes les matemàtiques en termes de categories, independentment de què representin els seus objectes i les seves fletxes. Gairebé qualsevol branca de les matemàtiques modernes es pot descriure en termes de categories, i amb aquesta aproximació de vegades es revelen similaritats profundes entre àrees de les matemàtiques aparentment diferents entre si. Com a tal, la teoria de categories proporciona uns fonaments alternatius a la teoria de conjunts. En general, els objectes i les fletxes poden ser entitats abstractes de qualsevol classe, i la idea de categoria proporciona una manera fonamental i abstracta de descriure les entitats matemàtiques i les seves interrelacions.
A més de formalitzar les matemàtiques, la teoria de categories també s'utilitza per formalitzar molts altres sistemes en ciències de la computació, com ara la semàntica dels llenguatges de programació.
Dues categories són iguals si tenen la mateixa col·lecció d'objectes, la mateixa col·lecció de fletxes, i la mateixa manera associativa de compondre qualsevol parell de fletxes. Dues categories diferents també es poden considerar equivalents, encara que no tinguin exactament la mateixa estructura.
Algunes categories conegudes es denoten per una paraula o abreviació amb inicial majúscula en negreta o cursiva: per exemple, Set, la categoria de conjunts i funcions; Ring, la categoria d'anells i homomorfismes d'anells; i Top, la categoria d'espais topològics i aplicacions contínues. Totes les categories anteriors tenen l'aplicació identitat com a fletxa identitat i la composició com l'operació associativa sobre les fletxes.
El llibre de text clàssic i encara molt utilitzat en teoria de categories és Categories for the Working Mathematician de Saunders Mac Lane.
Qualsevol monoide es pot interpretar com una classe especial de categoria (amb un sol objecte, els automorfismes del qual es representen mitjançant elements del monoide); anàlogament en el cas dels preordres.

## Història
La teoria de categories va sorgir per primer cop en una publicació titulada "General Theory of Natural Equivalences", escrit per Samuel Eilenberg i Saunders Mac Lane l'any 1945.

## Definició
Hi ha moltes definicions equivalents d'una categoria. Una definició habitual és la següent. Una categoria C consisteix en
- una classe ob(C) d'objectes
- una classe hom(C) de morfismes, o fletxes, o aplicacions, entre els objectes. Cada morfisme f té un objecte origen a i un objecte destí b, on a i b pertanyen a ob(C). S'escriu f : a → b, i hom diu que "f és un morfisme d'a cap a b". Es denota per hom(a, b) (o homC(a, b) si pot haver-hi confusió sobre a quina categoria es refereix hom(a, b)) la hom-classe de tots els morfismes d'a cap a b (alguns autors l'escriuen com a Mor(a, b) o simplement C(a, b)).
- per cada tres objectes a, b i c, una operació binària hom(a, b) × hom(b, c) → hom(a, c) anomenada composició de morfismes; la composició de f : a → b i g : b → c s'escriu g ∘ f o gf (alguns autors empren l'"ordre diagramàtic", i escriuen f;g o fg)

tals que el compleixen els següents axiomes:
- (associativitat) Si f : a → b, g : b → c i h : c → d, llavors h ∘ (g ∘ f) = (h ∘ g) ∘ f, i
- (identitat) Per a tot objecte x existeix un morfisme 1x : x → x (alguns autors prefereixen la notació idx), anomenat morfisme identitat per a x, tal que per a tot morfisme f : a → x i tot morfisme g : x → b, es compleix 1x ∘ f = f i g ∘ 1x = g.

A partir d'aquests axiomes, es pot demostrar que hi ha exactament un morfisme identitat per a cada objecte. Alguns autors utilitzen una variació lleu de la definició en la qual cada objecte s'identifica amb el corresponent morfisme identitat.

## Categories petites i grans
Es diu que una categoria C és petita si tant ob(C) com hom(C) són conjunts i no pas classes pròpiament dites, i gran altrament. Una categoria localment petita és una categoria tal que, per a objectes a i b qualssevol, la hom-classe hom(a, b) és un conjunt, anomenat un hom-conjunt. Moltes categories importants en matemàtiques (com la categoria de conjunts), tot i que no són petites, són com a mínim localment petites. Com que, en categories petites, els objectes formen un conjunt, una categoria petita pot ser vista com una estructura algebraica similar a un grup però sense requerir element invers o propietats de clausura. Les categories grans, d'altra banda, es poden utilitzar per crear "estructures" d'estructures algebraiques.

## Exemples
La classe de tots els conjunts (considerats com a objectes) juntament amb totes les funcions entre ells (considerats com a morfismes), on la composició de morfismes és la composició de funcions habitual, forma una categoria gran, Set. És la categoria més bàsica i la més utilitzada en matemàtiques. La categoria Rel consisteix en tots els conjunts (considerats com a objectes) amb les relacions binàries entre ells (considerats com a morfismes).
Qualsevol classe pot ser vista com una categoria on els únics morfismes són els morfismes identitat. Aquestes categories s'anomenen discretes. Per a qualsevol conjunt donat I, la categoria discreta sobre I és la categoria petita que conté els elements de I com a objectes i només els morfismes identitat com a morfismes. Les categories discretes són el tipus més senzill de categoria.
Qualsevol conjunt preordenat (P, ≤) configura una categoria petita, on els objectes són els elements de P, i els morfismes són les fletxes que apunten de x cap a y si x ≤ y. A més, si ≤ és antisimètrica, pot haver-hi com a màxim un morfisme entre dos objectes qualssevol. L'existència de morfismes identitat i la possibilitat de què es puguin compondre els morfismes estan garantides per la reflexivitat i la transitivitat del preordre. Pel mateix argument, qualsevol conjunt parcialment ordenat i qualsevol relació d'equivalència poden ser vistos com una categoria petita. Qualsevol nombre ordinal pot ser vist com una categoria quan s'interpreta com un conjunt ordenat.
Qualsevol monoide (és a dir, qualsevol estructura algebraica amb una sola operació binària associativa i un element neutre) configura una categoria petita amb un sol objecte x (aquí, x és un conjunt fixat qualsevol). Els morfismes de x cap a x són precisament els elements del monoide, el morfisme identitat de x és la identitat del monoide, i la composició de morfismes (a la categoria) ve donada per l'operació del monoide. Algunes definicions i teoremes sobre monoides es poden generalitzar per a categories.
De manera similar, qualsevol grup es pot veure com una categoria amb un sol objecte on tot morfisme és invertible, és a dir, per a cada morfisme f existeix un morfisme g que és alhora invers per l'esquerra i per la dreta de f sota la composició. Un morfisme invertible en aquest sentit s'anomena un isomorfisme.
Un grupoide és una categoria on tot morfisme és un isomorfisme. Els grupoides són generalitzacions dels grups, les accions de grup i les relacions d'equivalència.

Un graf dirigit.

Qualsevol graf dirigit genera una categoria petita: els objectes són el vèrtexs del graf, i els morfismes són els camins del graf (juntament amb bucles si cal) on la composició de morfismes és la concatenació de camins. Aquesta categoria s'anomena la categoria lliure generada pel graf.
La classe de tots els conjunts preordenats amb les funcions monòtones com a morfismes forma una categoria, Ord. És una categoria concreta, és a dir, una categoria obtinguda afegint algun tipus d'estructura a Set, i requerint que els morfismes siguin funcions que respectin aquesta estructura afegida.
La classe de tots els grups amb els homomorfismes de grup com a morfismes i la composició de funcions com a operació de composició configura una categoria gran, Grp. De la mateixa manera que Ord, Grp és una categoria concreta. La categoria Ab, formada per tots els grups abelians i els seus homomorfismes de grup, és una subcategoria pròpia de Grp, i el prototipus d'una categoria abeliana. Altres exemples de categories concretes venen donats per la taula següent:
| Categoria | Objectes                         | Morfismes                                      |
| --------- | -------------------------------- | ---------------------------------------------- |
| Mag       | magmes                           | homomorfismes de magmes                        |
| Manp      | varietats diferenciables         | funcions contínuament diferenciables p vegades |
| Met       | espais mètrics                   | funcions curtes                                |
| R-Mod     | R-mòduls, on R és un anell       | homomorfismes de R-mòduls                      |
| Ring      | anells                           | homomorfismes d'anells                         |
| Set       | conjunts                         | funcions                                       |
| Grp       | grups                            | homomorfismes de grups                         |
| Top       | espais topològics                | funcions contínues                             |
| Uni       | espais uniformes                 | funcions uniformement contínues                |
| VectK     | espais vectorials sobre el cos K | aplicacions lineals sobre K                    |

Els fibrats amb els morfismes entre fibrats formen una categoria concreta.
El conjunt de les categories petites, amb functors entre elles com a morfismes, també formen una categoria, Cat.

## Construcció de noves categories

### Categoria dual
Qualsevol categoria C es pot considerar com una nova categoria d'una manera diferent: els objectes són el mateixos que els de la categoria original, però les fletxes són les de la categoria original amb l'orientació invertida. Aquesta és la categoria dual o oposada i es denota Cop.

### Categories producte
Si C i D són categories, es pot formar la categoria producte C × D: els objectes són els parells ordenats que consisteixen d'un objecte de C i un de D, i els morfismes són també parells, que consisteixen d'un morfisme de C i un altre de D. Aquest parells es poden compondre component a component.

## Tipus de morfismes
Es diu que un morfisme f : a → b s'anomena
- monomorfisme si és cancel·lable per l'esquerra, és a dir, fg1 = fg₂ implica g1 = g₂ per a morfismes qualssevol g1, g₂ : x → a.
- epimorfisme si és cancel·lable per la dreta, és a dir, g1f = g₂f implica g1 = g₂ per a morfismes qualssevol g1, g₂ : b → x.
- bimorfisme si és alhora un monomorfisme i un epimorfisme
- retracció si té un invers per la dreta, és a dir, si existeix un morfisme g : b → a amb fg = 1b.
- secció si té un invers per l'esquerra, és a dir, si existeix un morfisme g : b → a amb gf = 1a.
- isomorfisme si té un invers, és a dir, si existeix un morfisme g : b → a amb fg = 1b i gf = 1a.
- endomorfisme si a = b. La classe d'endomorfismes d'a es denota per end(a).
- automorfisme si f és alhora un endomorfisme i un isomorfisme. La classe d'automorfismes d'a es denota per aut(a).

Tota retracció és un epimorfisme. Tota secció és un monomorfisme. Les següents tres declaracions són equivalents:
- f és un monomorfisme i una retracció.
- f és un epimorfisme i una secció.
- f és un isomorfisme.

Les relacions entre morfismes (com per exemple fg = h) es poden representar mitjançant diagrames commutatius, on els objectes es representen per punts i els morfismes per fletxes.